# Der Mann mit der Kirsche auf dem Kopf
Der Mann mit der Kirsche auf dem Kopf (Originaltitel: Atama-yama; jap. 頭山) ist ein japanischer Anime-Kurzfilm von Kōji Yamamura aus dem Jahr 2002.

## Handlung
Das zeitgenössische Tokio: Ein Mann erwacht und findet einen kleinen Baum auf seinem Kopf. Er wundert sich. Er geht in die Stadt und liest vom Boden Kirschen auf, die er zurück in seiner Wohnung isst. Da der Mann keine Dinge wegwerfen kann, isst er auch die Kirschkerne mit. Der Baum auf seinem Kopf treibt weiter aus, auch wenn der Mann ihn stets am Stammbeginn abschneidet. Eines Tages beschließt er, den Baum wachsen zu lassen und sich nicht mehr um ihn zu kümmern.
Der Winter vergeht und der Baum beginnt im Frühjahr zu blühen. Es ist ein Kirschbaum und bald versammeln sich zahlreiche Menschen unter dem Baum auf dem Kopf des Mannes. Sie verursachen Lärm, hinterlassen Müll und urinieren an den Baum; der weggeworfene Schuh eines Besuchers landet im Nudelgericht des Mannes. Er wird wütend und reißt den Baum mit der Wurzel heraus.
Zurück bleibt ein Krater, der sich nach Regenschauern mit Wasser füllt. Er wird nun ein beliebter Ort für Schwimmer und Angler. Der Mann eilt aus der Stadt und kommt zu einem See. Im Spiegelbild des Sees erkennt er auf seinem Kopf sich selbst, der in den See auf seinem Kopf blickt. Das Bild wandelt sich ins Endlose. Der Mann stürzt sich schließlich in seinen eigenen See und stirbt. 

## Produktion
Regisseur Kōji Yamamura las die Geschichte um den „Kopfberg“ (Atama-yama) im Alter von zehn Jahren in einer für Kinder niedergeschriebenen Sammlung von Rakugos. Der Film wird als Rōkyoku präsentiert: Takeharu Kunimoto erzählt und singt die Handlung, imitiert sämtliche Stimmen und begleitet sich auf der Shamisen.
Der Kurzfilm basiert auf Handzeichnungen, die am Computer animiert und koloriert wurden.

## Auszeichnungen
Auf dem Festival d’Animation Annecy erhielt Der Mann mit der Kirsche auf dem Kopf 2003 den Cristal d’Annecy. Der Mann mit der Kirsche auf dem Kopf wurde 2004 auf dem Zagreb World Festival of Animated Films mit dem Großen Preis ausgezeichnet und erhielt auf dem Hiroshima Kokusai Animation Festival im selben Jahr ebenfalls den Großen Preis.
Der Mann mit der Kirsche auf dem Kopf wurde 2003 für einen Oscar in der Kategorie „Bester animierter Kurzfilm“ nominiert, konnte sich jedoch nicht gegen Die Chubbchubbs! durchsetzen.